# Carlos Villalba
Carlos Gabriel Villalba (Resistencia, 19 luglio 1998) è un calciatore argentino, centrocampista del Sarmiento (J) in prestito dal Talleres (C).

## Caratteristiche tecniche
È un centrocampista centrale.

## Carriera
Cresciuto nel settore giovanile del Talleres (C), nel 2020 è stato ceduto in prestito al Rentistas per una stagione. Ha debuttato fra i professionisti il 16 febbraio seguente disputando l'incontro di Primera División Profesional vinto 2-0 contro il Nacional.